# 슘페르크구

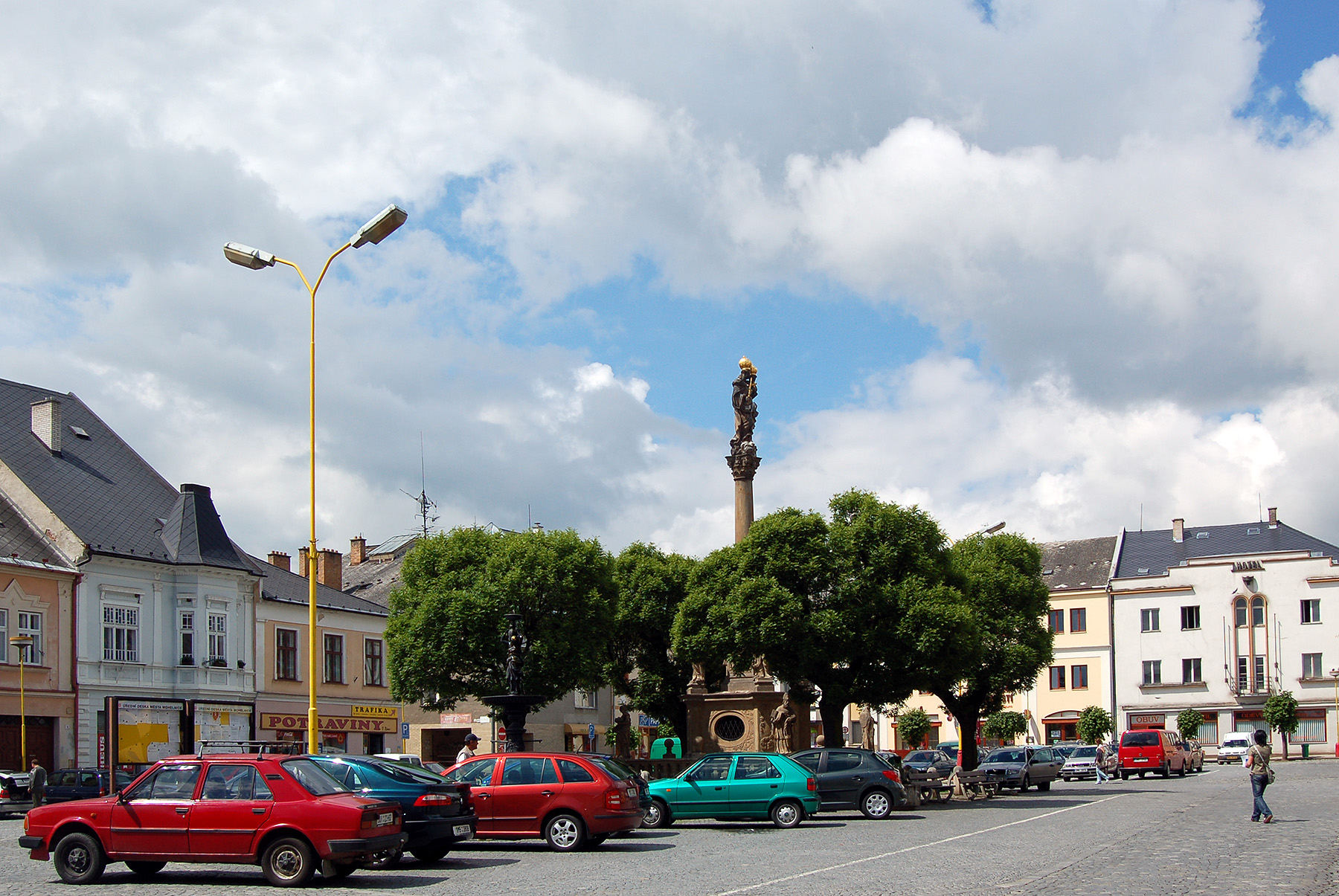
슘페르크구 모헬니체에 위치한 자유광장

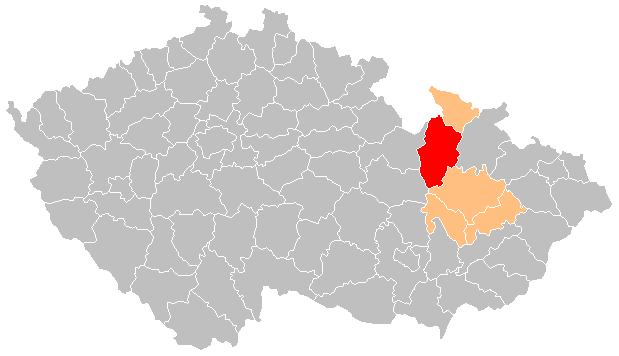
슘페르크구의 위치

슘페르크구(체코어: Okres Šumperk)는 체코 올로모우츠주를 구성하는 5개 구 가운데 하나로 행정 중심지는 슘페르크이며 면적은 1,313.06km2, 인구는 120,711명(2019년 1월 1일 기준), 인구 밀도는 92명/km2이다.
올로모우츠주 북부에 위치하며 78개 지방 자치체(8개 시, 70개 마을)를 관할한다. 올로모우츠주 예세니크구, 올로모우츠구, 모라바슬레스코주 브룬탈구, 파르두비체주 우스티나트오를리치구, 스비타비구와 접하며 북서쪽으로는 폴란드와 국경을 접한다.